# ناحية كفر بطنا
ناحية كفر بطنا إحدى نواحي سوريا تتبع إداريّاً لمحافظة ريف دمشق منطقة مركز ريف دمشق ومركزها مدينة كفر بطنا، بلغ تعداد سكان الناحية 123,474 نسمة حسب التعداد السكاني لعام 2004.

## مدن وبلدات وقرى ناحية كفر بطنا
بيت سوا، أفتريس، حمورة، حزة، جسرين، كفر بطنا، سقبا.